# Георги Ачков
Георги Талев Ачков е български революционер, деец на Вътрешната македоно-одринска революционна организация.

## Биография
Ачков е роден в 1878 година в Прилеп, в Османската империя, днес Северна Македония. Завършва ІІІ клас и работи като шивач. В 1898 година влиза във ВМОРО.
В 1901 година е арестуван и Битолският съд го осъжда на 5 години затвор. По-късно е амнистиран.
През май 1903 година отново е арестуван заедно с хаджи Здраве Хаджиилиев, хаджи поп Иван Попадамов, Мицан Богатинов, Григор Кръстев, Андон Връвцов, Борис Каракашов, Никола Мавров и Трайко Илиев. В Прилепския и Битолския затвор е подложен на мъчения. Баща му е пребит и умира. Обвинен е в „опит за убийство на полковника, каймакамина и други служители и започване на бунт“, осъден е на 5 години затвор в крепост и е изпратен на заточение в Диарбекир.
Амнистиран е с общата амнистия от 12 април 1904 година.
При избухването на Балканската война в 1912 година е доброволец в Македоно-одринското опълчение и служи в 1 рота на 10 прилепска дружина.
В 1923 година издава спомени за заточението си в Мала Азия – „Страданията на 323 македонски затворници в Диарбекир“.
На 18 март 1943 година, като жител на София, подава молба за народна пенсия, която е одобрена и отпусната от Министерския съвет на Царство България.